# Son istmeño
Salías del templo un día, llorona, cuando al pasar yo te vi. Hermoso huipil llevabas, llorona, que la virgen te creí (La Llorona, son popular istmeño).
El son istmeño es un género musical que se cultiva en el istmo de Tehuantepec, en el oriente del estado mexicano de Oaxaca. Se trata de un género de compás ternario, muy parecido al vals. Su instrumentación tradicional consiste en guitarra, requinto y bajoquinto. De más reciente introducción es la marimba, que va en retroceso ante el resurgimiento de los tríos tradicionales y de bandas de aliento en ciudades como Union Hidalgo, Juchitán de Zaragoza y Santo Domingo Tehuantepec. Una de las características principales del son istmeño es la versificación en lengua zapoteca, mayoritaria en su zona nativa. No obstante, existen varias composiciones en castellano, o versiones bilingües. Otra de sus características son las letras románticas, mientras que las piezas picarescas, juzgadas en ocasiones como groseras, han ido perdiendo presencia. 
Es el principal género musical en el istmo, y es protagonista en bodas, ferias y fiestas religiosas.
Algunos de los sones istmeños más conocidos son La Llorona y La Sandunga. Entre los intérpretes más conocidos están la Banda Princesa Donají, el Trío Xavizende, Mario López, el Viejo Lucuxu y "la voz del Istmo" que es la cantante zapoteca contemporánea que más ha difundido el son istmeño tradicional.  En tiempos recientes, existen intérpretes internacionales como Lila Downs que arreglan e interpretan el son istmeño con instrumentaciones distintas a las tradicionales.

## Fragmento deLa tortuga
Un son muy conocido es La tortuga, canción popular que evoca la captura de tortugas y sus huevos en el Golfo de Tehuantepec. Originalmente en zapoteco, existen versiones en castellano.

| Letra en zapoteco ¡Ay, ay, bigu xi pé scarú jma pa ñacame guiiñado' jma pa ñoome ndaani' zuquii nanixe' ñahuaa laame yanna dxi! | Traducción al español Ay, ay, tortuga, qué linda pero mejor en un mole pero mejor asada en un horno qué rico sí me la comiera hoy! | Traducción al portugués Ay, ay, Tartaruga, Como agradável Mas melhor num toupeira Mas melhor assado em um forno Que os ricos se eu comer hoje! |